# Anton Graf von Arco auf Valley

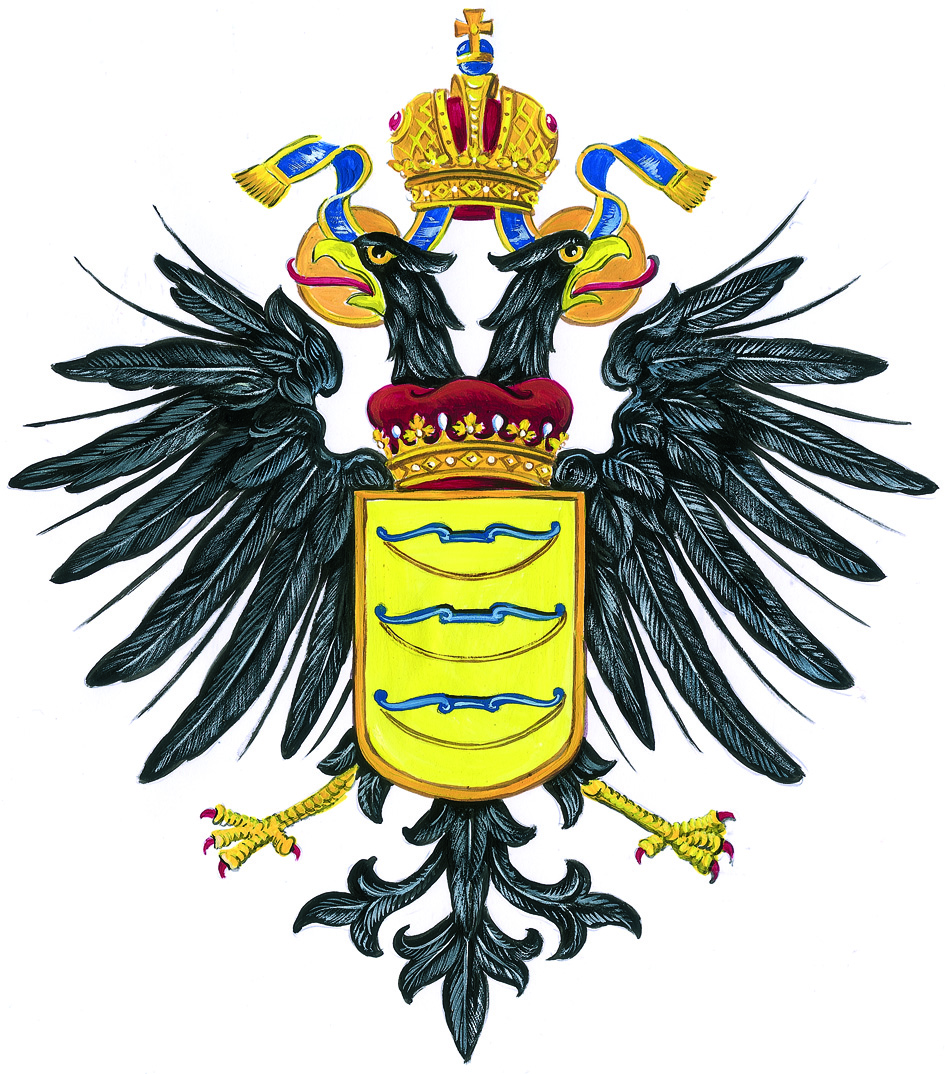
Stemma D'Arco

Anton von Padua Alfred Emil Hubert Georg Graf von Arco auf Valley, conosciuto anche come Anton Arco-Valley (Sankt Martin im Innkreis, 5 febbraio 1897 – Salisburgo, 29 giugno 1945), è stato un nobile, terrorista e assassino tedesco, ricordato soprattutto per aver ucciso Kurt Eisner, il primo Ministro presidente repubblicano della Baviera.

## Biografia
Nato in un piccolo paese dell'Alta Austria, apparteneva a una famiglia molto ricca: il padre era un facoltoso uomo d'affari e immobiliarista e la madre, Emily Freiin von Oppenheim, proveniva dalla celebre famiglia ebraica dei banchieri Oppenheim; essendo gli Arco-Valley dei nobili di antica origine (essendo un ramo della famiglia dei Conti d'Arco), ereditò il titolo nobiliare di conte. Egli era inoltre cugino del fisico Georg von Arco e dell'agente segreto antinazista Raoul Wallenberg, in quanto suo fratello maggiore conte Ferdinando (1893-1968) sposò Gertrude Wallenberg, esponente di una celebre famiglia di banchieri svedesi.
Dopo aver prestato servizio militare nell'ultimo anno della prima guerra mondiale in un reggimento bavarese, fu congedato e tornò a studiare all'Università di Monaco, dove si distinse per le sue idee nazionaliste. Essendo aristocratico, antisocialista ed antisemita (pur essendo di origine ebraica  per parte di madre), detestava Kurt Eisner, leader dei socialisti bavaresi e primo premier della Baviera dopo la caduta della monarchia nel novembre 1918.
Arco-Valley dipinse Eisner come un "bolscevico ebreo", un "non tedesco" e un "traditore della sua terra". Già membro della Thule Gesellschaft, venne da questa espulso a causa delle sue ascendenze materne ebraiche. Egli decise quindi di uccidere Eisner al fine di dimostrare mediante le sue azioni di non avere nulla da spartire con gli ebrei.
Agendo completamente in solitaria, il 21 febbraio 1919 sparò alcuni colpi di pistola contro Eisner, che stava passeggiando in una strada di Monaco, uccidendolo all'istante. La sua azione criminosa gli procurò alcune simpatie (tra cui quella di un giovane Joseph Goebbels, dirigente del Partito Nazista in quel momento attivo a Monaco), ma provocò anche una rappresaglia popolare e anti-nobiliare che portò alla morte di alcuni aristocratici, tra cui Gustavo di Thurn und Taxis.
Arco-Valley venne processato nel gennaio del 1920. Venne inizialmente condannato a morte, ma successivamente un giudice commutò la pena a 5 anni di carcere. Il procuratore di Stato della Baviera disse di lui: "Se i giovani tedeschi fossero tutti intrisi di tale ardente entusiasmo, potremmo affrontare il futuro con fiducia". Fu internato nella prigione di Stadelheim, e rimase nella cella 70 sino al 1924, quando vi fu rinchiuso per un breve periodo Adolf Hitler. Rilasciato nel 1925, visse in libertà vigilata fino al 1927, anno nel quale venne graziato.
Da quel momento in poi non svolse alcuna attività politica, anche se venne considerato un eroe nazionale dopo l'avvento al potere dei nazisti: Hitler in persona decise di non far applicare le leggi razziali a colui che aveva, tanti anni prima, ucciso un sovversivo. Il 14 marzo 1933 fu arrestato nuovamente con l'accusa di aver complottato contro la vita dello stesso Adolf Hitler. Il 10 luglio 1934 sposò una sua cugina di secondo grado, la contessa Maria Gabrielle (Gräfin) von Arco-Zinneberg, figlia del conte Joseph von und zu Arco-Zinneberg (pronipote di Maria Leopoldina d'Asburgo-Este) e della principessa Guglielmina von Auersperg.
Nel giugno del 1945 fu vittima di un incidente stradale a Salisburgo in cui perse la vita: gli sopravvissero la moglie, che morì nel 1987, la madre e le quattro figlie Maria Guglielmina Apponyi Gräfin von Nagy-Apponyi (1935-1987), Marie Ludmilla (1937), Maria Antonia Gräfin von Spaur und Flavon (1940) e Maria Leopoldina Stengel (1943).